# Hermandad de la Resurrección (Sevilla)
La Hermandad de la Sagrada Resurrección es una cofradía católica de Sevilla, Andalucía, España. Procesiona el Domingo de Resurrección.
Su completo es Ilustre y Lasaliana Hermandad Sacramental y Cofradía de Nazarenos de la Santa Cruz, Sagrada Resurrección de Nuestro Señor Jesucristo, Nuestra Señora de la Aurora, María Santísima del Amor, San Juan Bautista de la Salle y Santa Marina.

## Historia
A partir del siglo XVI se realizaron algunas procesiones en honor del Resucitado el domingo pascual. Algunas de las tallas fueron realizadas por famosos autores, como el caso del Jesús del Dulce Nombre de Jerónimo Hernández en 1583. En 1618 la Hermandad de la O encargó un Resucitado a Pedro Díaz de la Cueva, que procesionó por Triana y que actualmente está en la iglesia de Belén de Gines. También tenían resucitados las hermandades de la Soledad y del Santo Entierro. La Hermandad de la Carretería fue agregada de una archicofradía de Roma y realizaba una procesión con Jesús y una custodia desde 1859.
En 1882 la Macarena no pudo procesionar en su día, y el Domingo de Resurrección organizó una procesión con un Resucitado y la Virgen de la Esperanza Macarena. En 1910 hubo otra procesión el Domingo de Ramos con un Resucitado, acompañado de la Virgen de la Luz.
En la segunda mitad del siglo XX la Asociación de Padres y Antiguos Alumnos del Colegio de la Purísima, de los Hermanos de la Salle organizó una hermandad con el título de Hermandad de la Santa Cruz, Resurrección de Cristo, Nuestra Señora de la Aurora y San Juan de la Salle. En la actualidad, el escudo de la Asociación de Antiguos Alumnos de los Hermanos de las Escuelas Cristianas aparece en el escudo de la hermandad en recuerdo de sus orígenes. Los títulos de "Ilustre y Lasaliana" le fueron otorgados en 1979 por el superior general de las Escuelas Cristianas.
En 1972 el cardenal Bueno Monreal aprueba las primeras reglas de una hermandad de gloria dedicada a la Resurrección. Su procesión quedó fijada el domingo pascual.
En 1973 Francisco Buiza Fernández talló la imagen del Resucitado. Fue bendecido en la víspera del Viernes de Dolores por Franco Garrido y actuaron de padrinos los miembros de la Asociación de Padres de Familia. El Domingo de Pascua realizaron su primera procesión, llegando hasta el convento de las Hermanas de la Cruz, la iglesia de San Juan de la Palma y la capilla de Monte-Sion.
En 1975 Buiza hizo la figura de un ángel sedente que aparece junto al sepulcro y que procesionó en el paso por primera vez ese año.
En 1978 se bendijo en la capilla del colegio de la Salle una Virgen de la Aurora realizada por Antonio Dubé de Luque. Ese mismo día se inauguró la casa hermandad.
En 1981 el cardenal Bueno Monreal aprobó unas nuevas reglas, en la que la hermanos procesionarían con túnicas de nazarenos hacia la Catedral. Ese año se les cedió la iglesia de Santa Marina que, tras 40 años de abandono, debió ser restaurada por la arquitecta Carmen Navarro Ordóñez. Procesionó a la catedral por primera vez en 1982.
En 1992 se incorporaría por primera vez a la procesión la Virgen de la Aurora. Su paso fue realizado bajo diseño de Antonio Dubé Luque, con orfebrería de los hermanos Delgado López y con bordados de José Ramón Paleteiro.. En 2022 estrenó el nuevo palio bordado, obra de Paleteiro. En este mismo año, el Cristo Resucitado procesiona, de forma extraordinaria el 22 de octubre, al cumplirse el 50.º aniversario de las primeras reglas de la hermandad.
Es la cofradía de la mañana del Domingo de Pascua, siendo la única de este día y la que clausura la Semana Santa sevillana. Durante muchos años ha salido a las 4 de la madrugada, recogiéndose al mediodía. En 2017 un cabildo de hermanos aprobó realizar la salida durante la mañana, siendo muy bien acogida por el público en general, y desde entonces sale a las 8:30 de la mañana, para realizar la estación de penitencia una vez concluida la celebración de la misa de Pascua, y retornar a su templo en torno a las 4 y media de la tarde.

## Cristo Resucitado y Ángel Anunciador
La imagen del Cristo Resucitado y la del Ángel anunciador son obra de Francisco Buiza realizadas en pino de Flandes, el Señor mide 2.10. La imagen se bendijo el 14 de abril de 1973, Sábado de Pasión. El Domingo de Resurrección de ese año, 22 de abril, fue llevada en procesión por primera vez. En 1994 fue restaurada por Juan Manuel Miñarro, quien llevó a cabo una limpieza general, comprobación de varias grietas y fisuras, y retoque de la policromía.
El año 2014, tras un intento de quemar las puertas de la iglesia, se le realizó a la imagen del señor una limpieza superficial por los humos acumulados, por Miguel Ángel Pérez Fernández, hermano mayor de la hermandad en ese momento y licenciado en Bellas Artes en Restauración y conservación. 
En el año 2015 Miguel Ángel Pérez Fernández restauró la imagen del Ángel Anunciador obra también de Francisco Buiza, imagen que nunca había sido intervenida y que presentaba suciedad acumulada, grietas y roturas así como pérdida de preparación y capa pictórica.

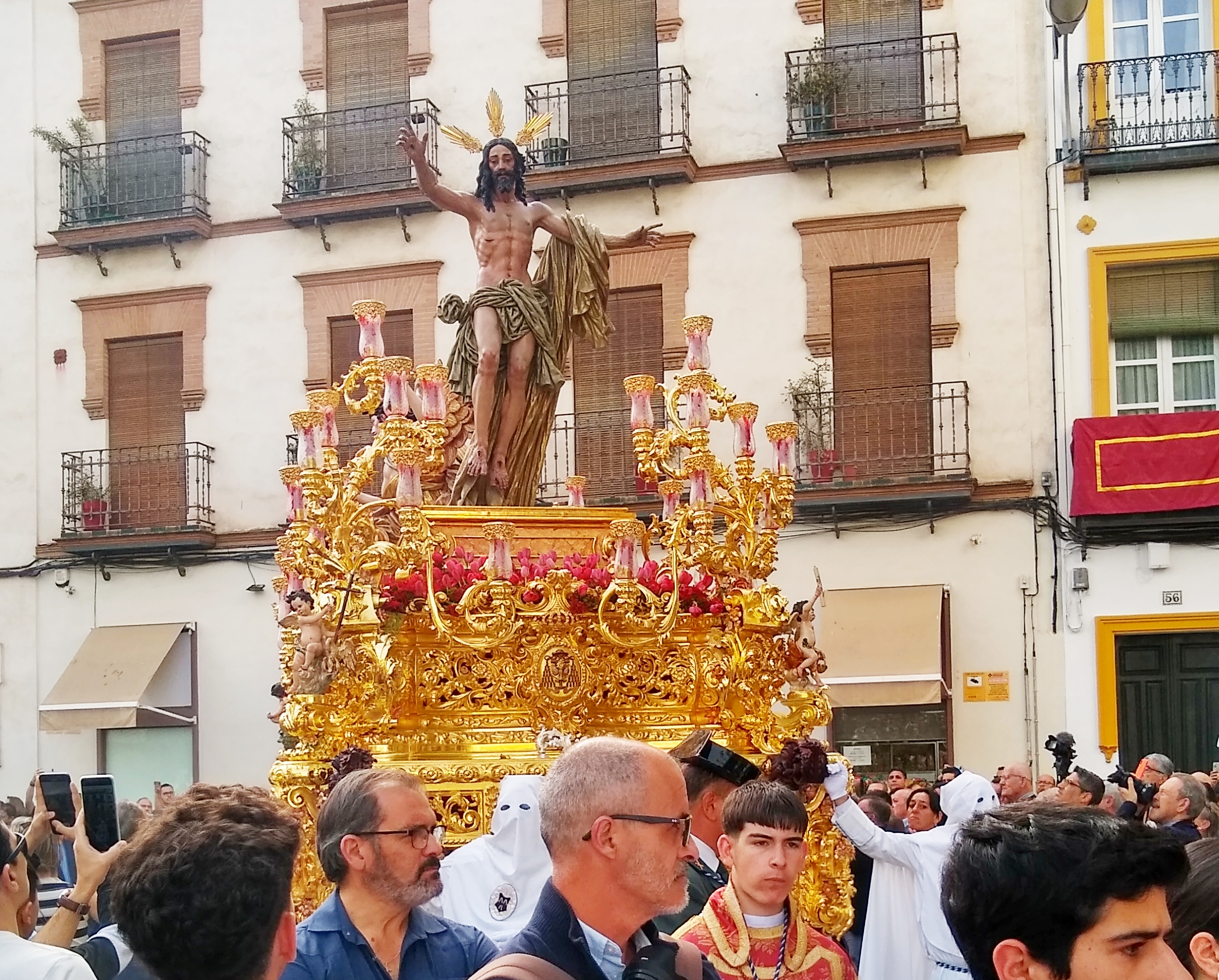
Jesucristo Resucitado.
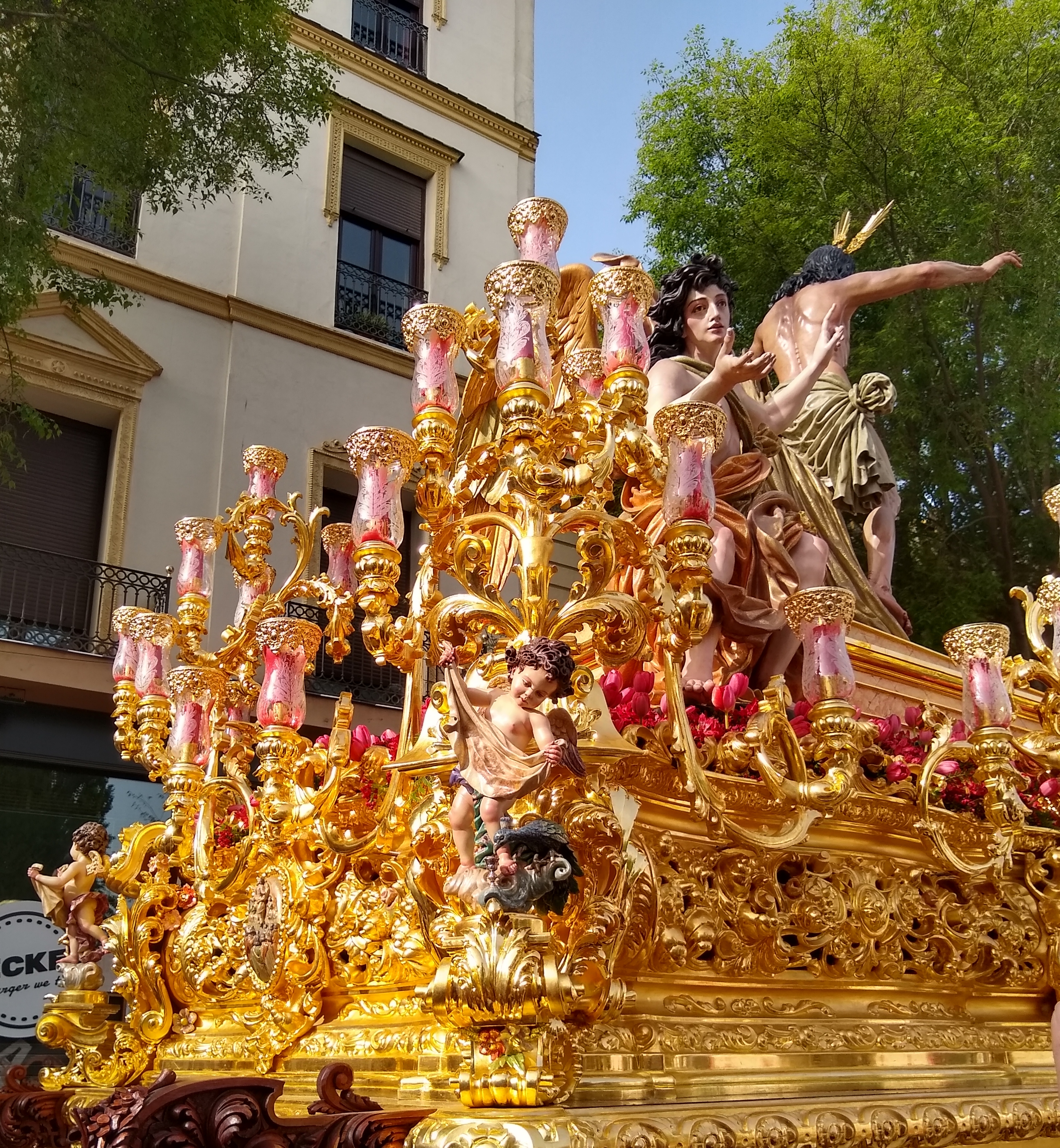
Ángel anunciador.

## Virgen de la Aurora

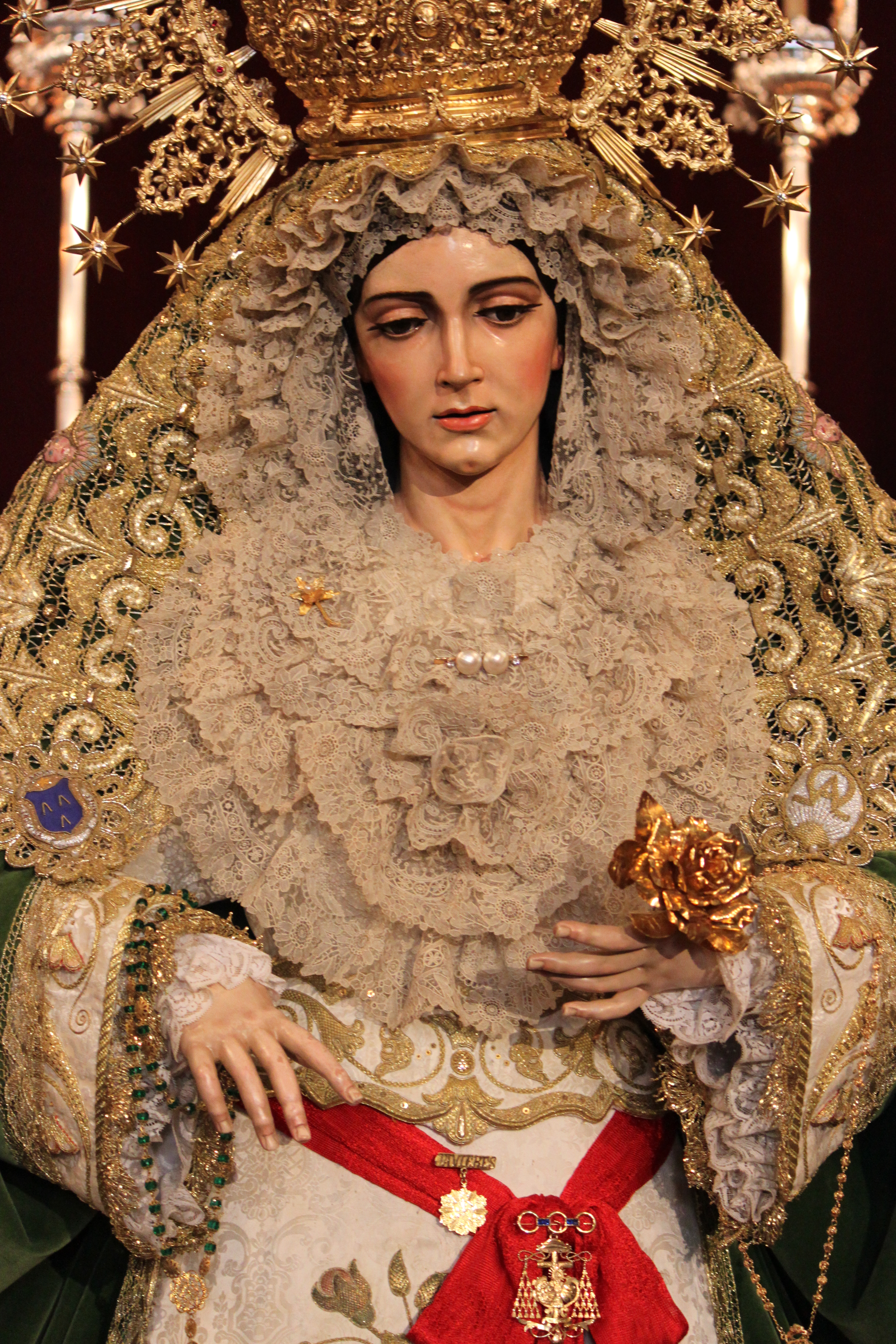
La Virgen de la Aurora de la hermandad.

La Virgen de la Aurora su autor es Antonio Dubé de Luque (1978), está realizada en madera de cedro y el candelero es de pino.
Fue bendecida el 29 de octubre de 1978 en la Capilla del Colegio La Salle-La Purísima y mide 1,71 m.
La personalidad de Dubé hace asimismo aquí una exquisita recreación de su arquetipo femenino, de esa expresión y concepción ideales que tiene del rostro femenino y que tan frecuentemente repite, aunque con las lógicas variantes que la situación impone. Todos los rostros se reducen a uno, el ideal, y quizás la Virgen de la Aurora sea, si no la ideal, sí una de las más acertadas y cercanas visiones de ese canon dubediano de la belleza.
No es una Virgen Dolorosa, por lo que no lleva lágrimas, aunque la ausencia de lágrimas no sea una condición necesaria para dejar de serlo, ya que la Virgen del Patrocinio que procesiona el Viernes Santo con la Hermandad del Cachorro también carece de ellas y sí es Dolorosa.

## Sede canónica
La Iglesia de Santa Marina (Sevilla) es del siglo XIII. La construcción primitiva de dos de sus capillas laterales puede datarse alrededor de 1265, por los azulejos encontrados en el subsuelo de ambas, que corresponden a tal período. El cuerpo principal, el ábside, la torre y la capilla sacramental pueden ser de finales del XIII o de principios o mediados del siglo XIV. Del siglo XV son las capillas de la Virgen de la Aurora y la de la Virgen del Amor; de principios del XX la Bautismal y las escasas dependencias anejas al templo que aún se conservan. 
A lo largo de su historia ha sufrido varias reformas. Tras un terremoto en 1356 el monarca Pedro I financió las obras de reparación.  El edificio sufrió un incendio fortuito en 1864 y estuvo cerrado cinco años. El 18 de junio de 1936 sufrió un segundo incendio, esta vez provocado como reacción anticatólica al intento de golpe de Estado militar de ese mismo día. El edificio fue restaurado y fue reabierto al culto por el arzobispo Amigo Vallejo en 1987, que la encomendó también a san Juan Bautista de la Salle, titular de la hermandad. La restauración finalizó en 1991.
El edificio fue declarado Monumento Nacional en 1931.

## Hábitos
Blancas, con antifaz y capa blancas, y botonadura y cíngulo azules.

## Música
Abre el cortejo, la Agrupación Musical Juvenil Virgen de los Reyes, tras el paso del Señor de la Resurrección la Agrupación Musical Virgen de los Reyes; y tras el palio, la Banda de Música Mª Santísima de la Victoria, de la Hermandad de las Cigarreras.
La Virgen de la Aurora realiza su entrada a los sones de la célebre marcha de Font de Anta, Amarguras. Esto se hace para mantener la tradición que había en Sevilla cuando un palio entraba en un templo mudéjar, además de considerarse el himno de la Semana Santa.[cita requerida]

## Paso por la carrera oficial
| Predecesor: La Soledad de San Lorenzo (Sábado Santo) | Orden de entrada en la carrera oficial (Domingo de Resurrección) 1.º lugar | Sucesor: Ninguna |